# Meidan (Choucha)
Meydan (en azéri : Meydan (Şuşa)) est l'une des places principales situées à l'intérieur de la forteresse de Choucha dans la ville de Choucha.

## Histoire
Selon le plan directeur non daté de la ville de Choucha, le principal complexe architectural et commercial de la ville, Meydan, a été formé autour du premier édifice religieux. Plus tard, les bâtiments commerciaux et autres construits autour de ces mosquées appartenaient aux mosquées. Les coûts d'entretien des mosquées et des médersas étaient couverts par les revenus tirés de l'utilisation de ces bâtiments.

## Rôle
La place Meydan a joué un rôle public et commercial important à Choucha; diverses cérémonies religieuses ont eu lieu ici. Les principaux éléments architecturaux de la place sont les édifices religieux et domestiques, typiques des places construites dans les villes d'Azerbaïdjan aux XVIIe et XVIIIe siècles.
La place Meydan était le point final de la porte Gandja et de la place Divankhana menant à la rue Rasta Bazar (la principale rue commerçante de Choucha). Deux principales rues commerçantes ont convergé vers Meydan - Rasta Bazaar et Ashagi Bazaar.
Meydan a une forme rectangulaire. L'accent architectural dans la formation de l'ensemble de la place Meydan est joué par la mosquée supérieure de Gevkhar Agha. Parmi les bâtiments situés autour de la place, on peut également noter la madrasa Meydan, le caravansérail Hadji Amiraslan et la piscine, aujourd'hui détruite.